# Vellicos
Los vellicos (nombre indoeuropeo de origen celta) fueron una de las tribus cántabras existentes al inicio de las guerras cántabras. Ptolomeo destaca entre ellos la ciudad de Vellica, modernamente identificada con el oppidum de Monte Cildá basándose en el Itinerario de Barro, aunque es una hipótesis discutida. Si el Itinerario es fiable, los vellicos habrían ocupado el castro de Monte Bernorio y la zona de Aguilar de Campoo, Monte Cildá y su territorio, hoy Olleros de Pisuerga, Amaya y posiblemente otras zonas adyacentes, como el castro de Monasterio, el castro de Ordejón y el castro de Humana, entre otros. Los yacimientos descritos se encuentran entre los más importantes de la antigua Cantabria hallados hasta el momento, lo que a falta de más restos arqueológicos sitúa a los vellicos como una de las tribus más importantes entre los cántabros.
José María Solana Sainz los sitúa en Brañosera, Sierra de Híjar y Peña Labra sobre la base de la situación de los camáricos en el curso alto del río Pisuerga, que avala con una inscripción hallada en Ruesga. El mismo autor relaciona el gentilicio "vellicos" con el teónimo Obelleginus, que aparece en otra inscripción, en Valle de Santullán (provincia de Palencia), afirmando que este sería una divinidad protectora de la tribu. También descarta la asociación de Vellica con la Villegia del Itinerario de Barro, lo que se enfrenta a la tesis de Monte Cildá y Amaya. Esta teoría la comparten autores como Liborio Hernández Guerra.

## Testimonios arqueológicos
En Monte Cildá se encontró una estela que menciona una organización familiar de los vellicos (en latín: cognatio). Sin embargo, y aunque se relaciona con una organización familiar o suprafamiliar anterior a la ocupación romana, no es un testimonio directo de los velliscos prerromanos, considerados un populus, una tribu de los cántabros. En el mismo yacimiento se han encontrado además otras estelas de otros grupos familiares.
Por otro lado están la serie de castros encontrados relacionados con ellos y ya mencionados. Aunque la mayoría de los autores coinciden en que les pertenecieron, no hay evidencias arqueológicas ni documentales claras.